# Natali
Natalia Anatolevna Roedina (Russisch: Наталья Анатольевна Рудина) (Dzerzjinsk, 31 maart 1974), beter bekend als Natali (Russisch: Натали), is een Russische zangeres, componiste, songwriter, actrice en tv-presentator.

## Biografie
Natalia Minjajeva werd geboren in Dzerzjinsk in het Oblast Nizjni Novgorod, alwaar ze later studeerde aan de muziekschool. Na het behalen van haar diploma werd ze lerares op een basisschool. In 1991 werd ze lid van een bandje genaamd Sjokoladnyj bar en in 1992 stapte ze over naar het ander bandje genaamd Pop galaktika.
In 1993 verhuisde ze naar Moskou om een solocarrière te beginnen en nam de artiestennaam Natali aan. Haar eerste twee albums, Roesalotsjka en Rozovyj rassvet, waren niet echt succesvol. Het album Snezjnaja roza uit 1996 verkocht daarentegen beter, maar bekendheid kreeg ze pas toen ze in 1998 het nummer Veter s morja van het gelijknamige album uitbracht. Deze single werd uiteindelijk vijfde tijdens Pesnja goda, de jaarlijkse verkiezing van het beste Russische muzieknummer in 1998. 
Natali stopte een tijdje met actief muziek te maken om voor haar gezin te zorgen. In 2010 maakte haar comeback met de remix van Veter s morja, wat in samenwerking met Benny Benassi was gemaakt. Haar grote doorbraak kwam pas in 2012 toen ze het nummer O Bozje, kakoj moezjtsjina uitbracht. Het liedje won de Gouden Gramofoon voor Beste Single van het Jaar, tevens won het liedje enkele andere muziekprijzen. In 2013 won ze van RU.TV de prijs voor Beste Comeback. In 2014 kreeg ze weer een Gouden Gramofoon voor Beste Single van het Jaar, dit maal voor het liedje Nikolaj. 

## Privéleven
In 1991 trouwde Natalia Minjajeva met Aleksandr Roedin. Ze hebben drie zonen: Arseni (2001), Anatoli (2010) en Jevgeni (2017).

## Discografie
| Jaar | Album                      | Vertaling                     |
| ---- | -------------------------- | ----------------------------- |
| 1994 | Русалочка                  | De Kleine Zeemeermin          |
| 1995 | Розовый рассвет            | Roze dageraad                 |
| 1996 | Снежная Роза               | Sneeuwroos                    |
| 1998 | Ветер с Моря Дул           | De wind woei van zee          |
| 1998 | Провинциальная девчонка    | Plattelandsmeisje             |
| 1999 | Считалочка                 | Tellen                        |
| 2000 | Первая любовь              | Eerste liefde                 |
| 2001 | Красавица - не красавица   | Schoonheid - geen schoonheid  |
| 2002 | Не влюбляйся               | Word niet verliefd            |
| 2004 | Всё что мне надо           | Alles wat ik nodig heb        |
| 2004 | Я люблю тебя               | Ik hou van jou                |
| 2009 | Семнадцать мгновений любви | Zeventien momenten van liefde |
| 2016 | О, Боже, какой мужчина!    | Oh God, wat een man!          |